# Publications of the Astronomical Society of the Pacific
Publications of the Astronomical Society of the Pacific é um periódico científico mensal que publica pesquisas astronômicas, artigos de revisão, artigos de instrumentação e resumos de dissertações. É administrado pela Sociedade Astronômica do Pacífico, e publicada pela University Chicago Press. É publicada mensalmente desde 1899, e juntamente com Astrophysical Journal, Astronomical Journal, Astronomy and Astrophysics e Monthly Notices of the Royal Astronomical Society, é um dos principais periódicos para a publicação de pesquisas astronômicas.